# Dodge 100 Commando
 (septembre 2020).
Si vous disposez d'ouvrages ou d'articles de référence ou si vous connaissez des sites web de qualité traitant du thème abordé ici, merci de compléter l'article en donnant les références utiles à sa vérifiabilité et en les liant à la section « Notes et références ».

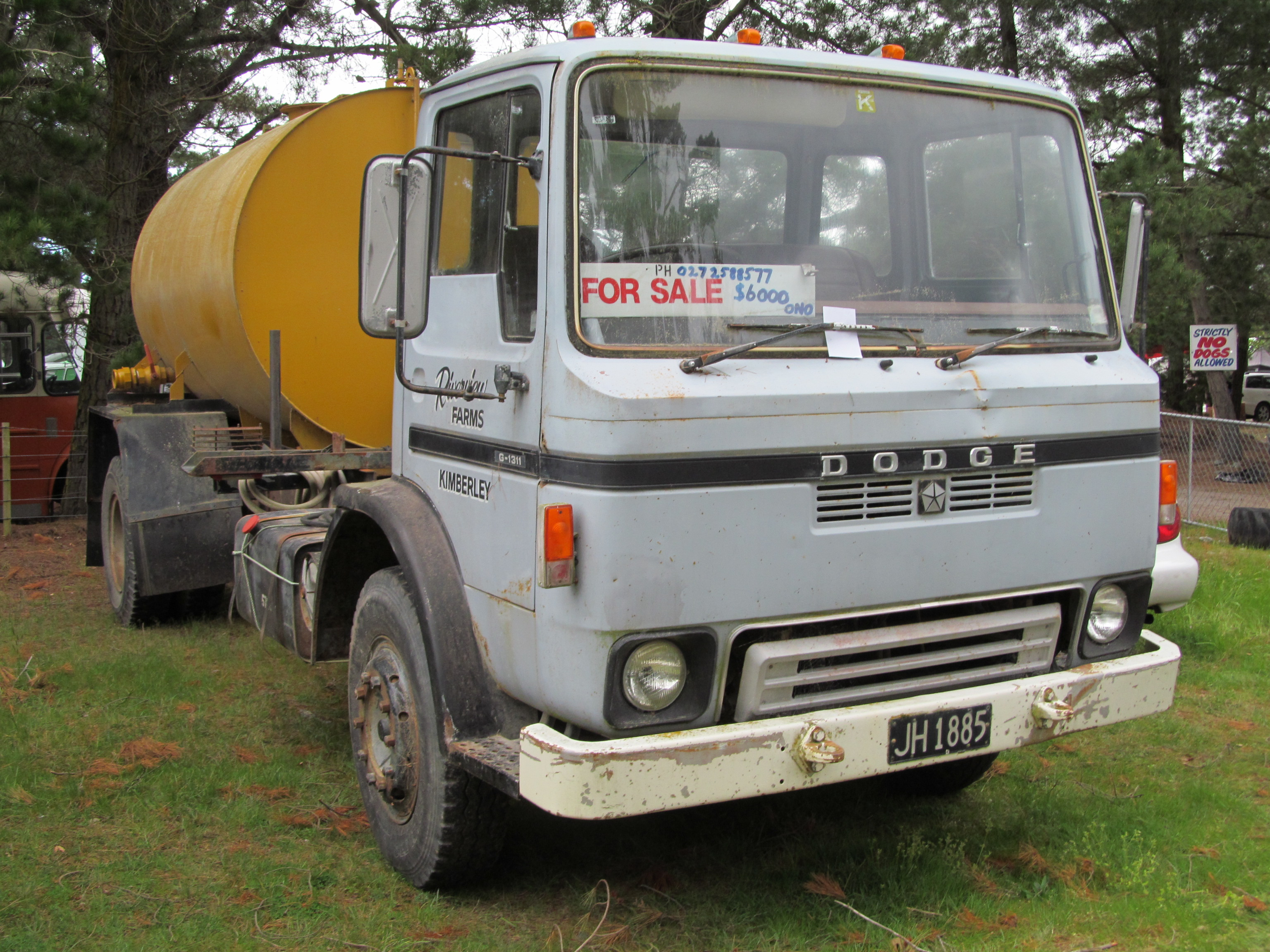
Dodge 100 (1980)

Les modèles Dodge 100 "Commando" également connus sous le nom de Dodge Commando 100 Series sont des camions de 6,8 à 25,4 t construits par Dodge en Angleterre, principalement dans les années 1970 et 1980. Un précédent Dodge 100 "Kew", connu officieusement sous le nom de «parrot-nose» ou «Dodge Kew», a été produit dans les années 1950 dans l'usine de Kew, Londres.

## Histoire et évolution
Initialement développée par Commer, la gamme a été conçue pour la première fois en 1965-66, pour remplacer les gammes Commer VC et VE par un véhicule avec un poids brut de 7,3 à 21,8 t. Comme Chrysler Europe a acquis une participation majoritaire dans le propriétaire de Commer, le groupe Rootes, la conception et le nom du camion ont été modifiés pour compléter les camions Dodge 500.

### Transmissions
Le Dodge 100 était destiné à utiliser un moteur diesel Rootes, mais les réglementations sur le bruit excluaient les unités Rootes fiables mais bruyantes. En fin de compte, des moteurs diesel Perkins à quatre et six cylindres à aspiration naturelle et turbocompressés (fabriqués localement au Royaume-Uni) ont été utilisés pour les poids les plus légers, le moteur OM352 de Mercedes-Benz étant proposé comme moteur haut de gamme (en grande partie grâce à la réputation de Mercedes en Europe, où Perkins était relativement inconnu). De plus, des diesels Valmet 611 CS ont été installés pour certaines zones de marché limitées. Des transmissions manuelles synchronisées de Rootes à quatre, cinq et six vitesses ont été utilisées, tandis que les essieux arrière sont un mélange de la conception hypoïde de Rootes Group et des essieux à une et deux vitesses d'Eaton Corporation. Le châssis utilise un alliage spécial pour une plus grande résistance et un poids plus léger.
La capacité finale varie de 6,8 à 14,5 t de poids brut du véhicule pour les véhicules complets et de 21,8/25,4 tonnes de poids combiné brut pour les tracteurs.

### Renault

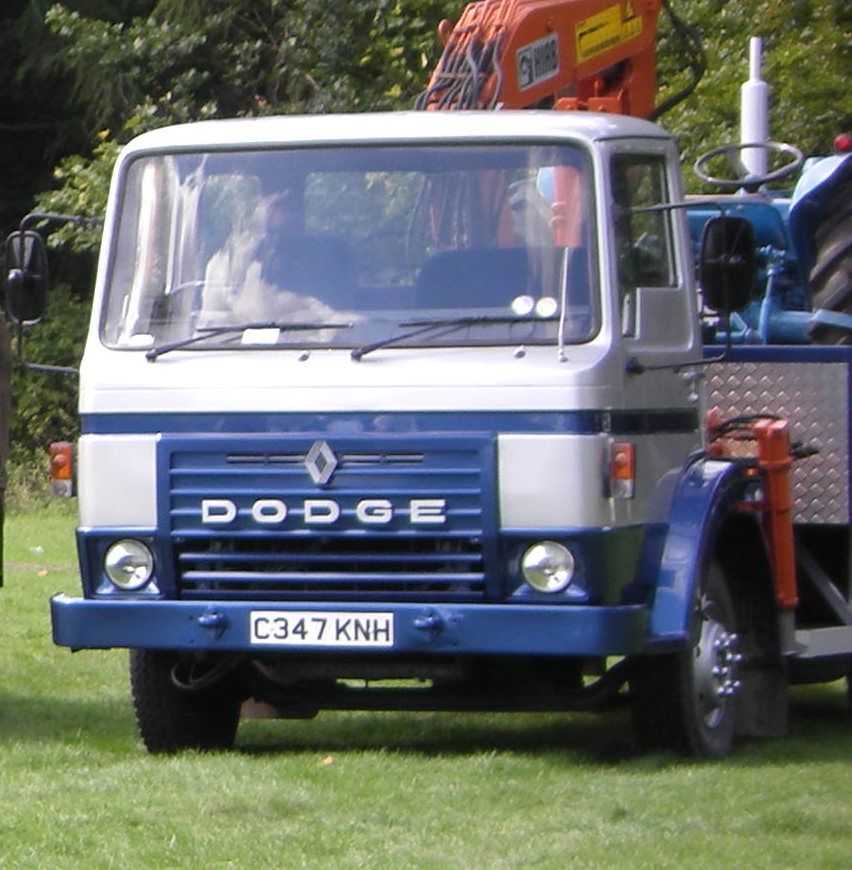
Dodge-Renault 100 Mk 2 avec double insigne

Le 100 Series a été en production pendant environ 15 ans dans la plupart des régions du monde (mais pas aux États-Unis, en raison des coûts qui auraient été impliqués dans le respect des réglementations locales). Il était vendu en tant que Commer, Dodge, DeSoto, Fargo et Renault. Une version "Mark 2" avait un moteur amélioré ainsi que d'autres améliorations mineures. Finalement, le Dodge 100 a été éliminé par Renault, qui avait acquis les anciennes opérations de camions du groupe Rootes après l'achat des opérations de voitures par Peugeot, bien qu'une version Renault du Dodge 100 ait été construit pendant un certain temps; en 1987, il était commercialisé sous le nom de "Renault Commando". Renault a ensuite transféré la production de l'ancienne usine Rootes aux usines Renault de moteurs de bus et de camions.